# Crurifarcimen vagans
Crurifarcimen vagans – gatunek dwuparca z rzędu Spirobolida i rodziny Pachybolidae, jedyny z monotypowego rodzaju Crurifarcimen.
Gatunek i rodzaj opisane zostały w 2011 roku przez Henrika Enghoffa. Nazwy rodzajowa i gatunkowa pochodzą z łaciny i razem oznaczają „wędrowną kiełbasę z nogami” Lokalizacją typową jest Amani w górach Usambara.
Dorosłe formy tych dwuparców mają tułów złożony z 54–57 (zwykle 56) pierścieni, długość od 140 do 160 mm i szerokość od 13,5 do 16,1 mm. Ubarwione są w różnych odcieniach brązu. Pierścienie tułowia mają żółte prozonity, szarawobrązowe mezozonity i rudobrązowe metazonity. Głowa, collum, czułki i telson są brązowawożółte, a odnóża od brązowawożółtych po ciemnokarmelowe. Na każde pole oczne przypada 30-39 oczu prostych ułożonych w 5 poziomych rzędach. Punktowanie na głowie występuje tylko powyżej poziomu oczu. Czułki są krótkie, niesięgające collum. Pierścienie ciała są gładkie, mają bardzo drobno szagrynowane prozonity, delikatne skośne rowki na spodzie mezozonitów, przechodzące w punktowanie na ich bokach i wierzchu oraz delikatne, podłużne rowki na spodzie metazonitów. Szwy oddzielające tergity od pleurytów widoczne są na prozonitach i mezozonitach. Sternity są poprzecznie rowkowane. Ozopory zaczynają się od szóstego pierścienia. Bardzo płytkie punktowanie występuje na telsonie. U samców odnóża szóstej i siódmej pary mają płaty biodrowe, a ósmej i dziewiątej pary przekształcone są w gonopody. Przednie z gonopodów cechują m.in. brak nachodzących na siebie płatów środkowych na telopoditach oraz brak długich wyrostków pośrodkowo-odsiebnych na koksytach. Tylną parę gonopodów charakteryzuje m.in. wolny solenomeryt, brak rowkowanych blaszek błoniastych i brak wyrostka pośrodkowego. Odnóża samców od piątej pary wzwyż mają po jednej parze dużych szczecin na stronie brzusznej. Dla samic charakterystyczny jest kanciasty brzeg wierzchołkowy skrzydełkowatych rozszerzeń bioder odnóży drugiej pary oraz brak wyrostka wierzchołkowego na walwach wulw oralnych.
Samice składają jaja pojedynczo w ziemnych kapsułach. Pierwsze stadium rozwojowe ma ciało zbudowane z 6 pierścieni zagłowowych i telsonu i nie opuszcza kapsuły. Opuszczają je dopiero krocionogi drugiego stadium mające 24 pierścienie zagłowowe i telson.
Wij znany wyłącznie z Tanzanii, gdzie zasiedla wschodnie i zachodnie góry Usambara. Spotykany jest w lasach górskich, na rzędnych od 940 do 1800 m n.p.m., często w butwiejącym drewnie.